# Élections constituantes de 1946 en Guyane
Les élections constituantes françaises de 1946 se tiennent le 2 juin. Ce sont les deuxièmes élections constituantes, après le rejet du projet de Constitution française du 19 avril 1946 lors du référendum du 5 mai 1946.

## Mode de scrutin
L'assemblée constituante est composée de 586 sièges pourvus pour la plupart au scrutin proportionnel plurinominal suivant la règle de la plus forte moyenne dans chaque département, sans panachage ni vote préférentiel.
Dans l'ancienne colonie et nouveau département (depuis le 26 mars) de Guyane, un député est à élire, selon le système uninominal majoritaire à deux tours. 

## Élus
| Député sortant     | Parti | Parti   | Député élu ou réélu | Parti | Parti   |
| ------------------ | ----- | ------- | ------------------- | ----- | ------- |
| Gaston Monnerville |       | Rad-soc | Gaston Monnerville  |       | Rad-soc |

## Résultats
Gaston Monnerville n'est pas élu dès le premier tour, car s'il dépasse la majorité absolue des suffrages exprimés, il n'obtient pas le quart des électeurs inscrits. 
Guillaume Tell, Léon-Gontran Damas et Maurice Chamar se sont retirés du scrutin de ballotage.
| Parti    | Parti       | Candidat             | Premier tour | Premier tour | Ballotage | Ballotage |
| Parti    | Parti       | Candidat             | Voix         | %            | Voix      | %         |
| -------- | ----------- | -------------------- | ------------ | ------------ | --------- | --------- |
|          | RGR-Rad-soc | Gaston Monnerville * | 3 084        | 50,38        | 3 493     | 55,66     |
|          | PCF         | Constant Chlore      | 1 545        | 25,24        | 1 087     | 17,32     |
|          | SFIO        | René Jadfard         | 1 236        | 20,19        | 1 670     | 26,61     |
|          | MRP         | Guillaume Tell       | 208          | 3,40         | 18        | 0,29      |
|          | app SFIO    | Léon-Gontran Damas   | 26           | 0,42         | 4         | 0,06      |
|          |             | Maurice Chamar       | 22           | 0,36         | 4         | 0,06      |
|          |             |                      |              |              |           |           |
| Inscrits | Inscrits    | Inscrits             | 13 059       | 100,00       | 13 171    | 100,00    |
| Votants  | Votants     | Votants              | 6 231        | 47,71        | 6 363     | 48,31     |
| Exprimés | Exprimés    | Exprimés             | 6 121        | 98,24        | 6 276     | 98,63     |